# Liavonica

Liavonica

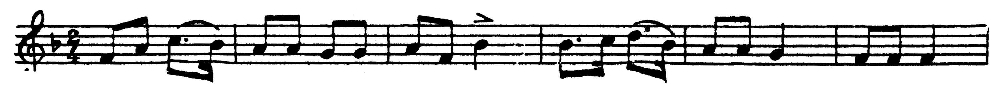
La registrazione della melodia di Liavonica

Liavonica (in bielorusso: Лявоніха) è una danza popolare bielorussa che viene eseguita sulla melodia della canzone omonima che inizia con le parole "A Liavon si innamorò di Liavonica ...". Lavonica è ampiamente conosciuta in tutta la Bielorussia.

## Descrizione
La musica del brano è su tempo 2/4. 
Il ballo si basa su movimenti semplici che vengono eseguiti con un ritmo rapido.